# هتل باغ الله
باغ الله یک هتل معروف در غرب هالیوود، کالیفرنیا، ایالات متحده آمریکا (در آن زمان منطقه ای از لس آنجلس که معمولاً بخشی از هالیوود در نظر گرفته می‌شد)، در بلوار سانست ۸۱۵۲ بین کرسنت هایتس و هاون هرست، در انتهای شرقی نوار غروب. 

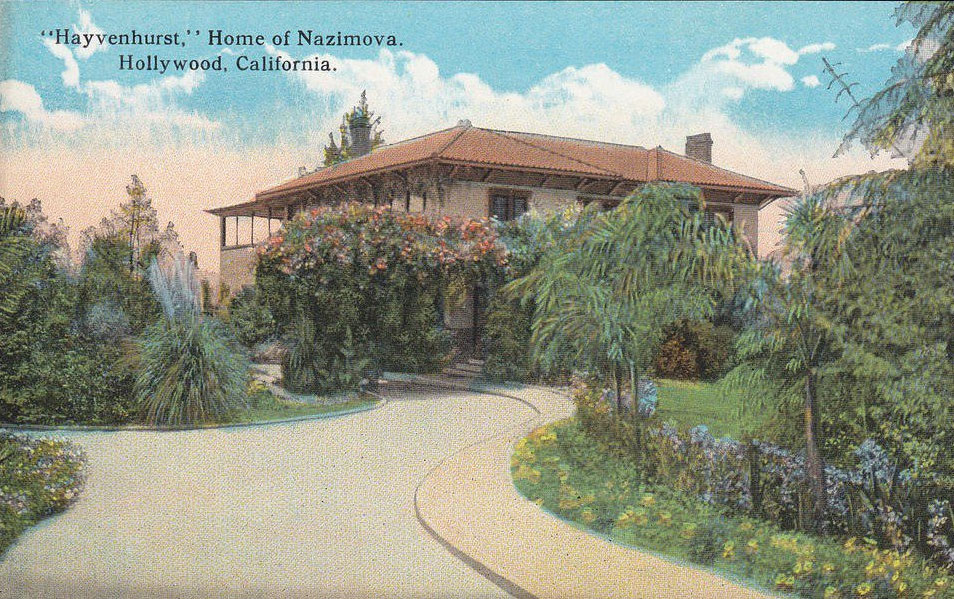
هایون هرست، ملکی است که توسط ویلیام همیلتون هی (۱۹۴۶–۱۸۶۵) کانادایی ساخته شد و بعداً توسط آلا نازیمووا خریداری شد و در سال ۱۹۲۷ آن را به هتل تبدیل کرد.

املاک ۲٫۵ هکتاری (۱٫۰ هکتار) به نام Hayvenhurst، در سال ۱۹۱۳ به عنوان محل سکونت خصوصی سازنده املاک ویلیام اچ هی ساخته شد. آلا نازیمووا این ملک را در سال ۱۹۱۹ به دست آورد: او در سال ۱۹۲۶ با افزودن ۲۵ ویلا در اطراف محل اقامت که به عنوان 'باغ هتل آلا' در ژانویه ۱۹۲۷ افتتاح شد، آن را به یک هتل مسکونی تبدیل کرد. در سال ۱۹۳۰، مالکان جدید آن را به 'باغ از' تغییر نام دادند. Allah Hotel (با اضافه کردن یک h). این ملک به مدت سه دهه زیر نظر صاحبان متوالی کار می‌کرد تا اینکه آخرین بار، بارت لیتون، مالک Lytton Savings & Loan، هتل را در سال ۱۹۵۹ تخریب کرد و شعبه اصلی بانک خود را جایگزین آن کرد. شعبه اصلی Lytton Savings بعداً به همراه یک مرکز خرید نواری در کنار آن تخریب شد تا راه را برای توسعه مختلط طراحی شده توسط فرانک گری باز کند.
آلا نازیموا، هنرپیشه صحنه و سینما، Hayvenhurst را اندکی پس از اینکه در سال ۱۹۱۸ از نیویورک به لس آنجلس نقل مکان کرد، از ویلیام هی اجاره کرد. او آن را به‌طور کامل در سال ۱۹۱۹ خریداری کرد.این هتل که برای مهمانان کوتاه مدت و بلندمدت پذیرایی می‌کرد، به زودی به عنوان مکانی که افراد مشهور می‌توانند از زندگی در محیطی زیبا، دنج و روستایی لذت ببرند، در موقعیتی مناسب و در عین حال محافظت شده از گردشگران و جویندگان خودکار با احتیاط، شهرت پیدا کرد. گشت‌های امنیتی، تحت مدیریتی که تمایلی به بررسی، قضاوت یا دخالت در فعالیت‌های خصوصی میهمانان غیرمتعارف خود نداشت.